# ناحیه اوبونگی

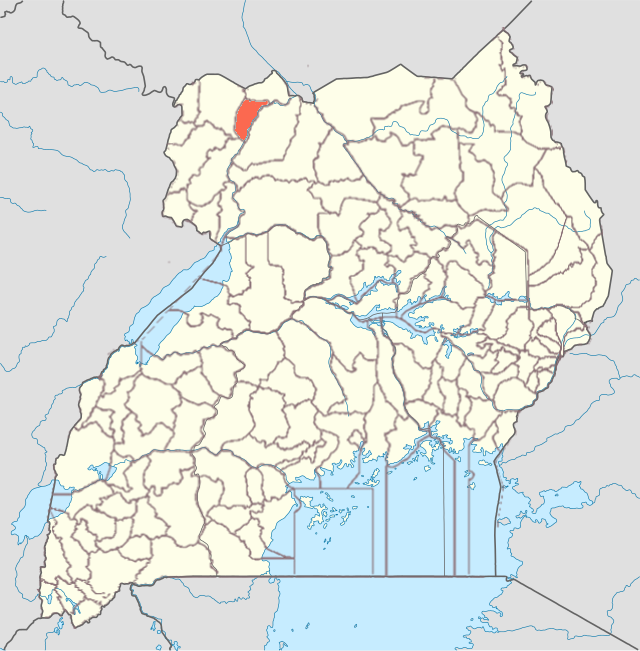
موقعیت مکانی ناحیه اوبونگی بر روی نقشه

ناحیه اوبونگی (به لاتین: Obongi District) یک منطقهٔ مسکونی در اوگاندا است که در اوگاندا واقع شده‌است. ناحیه اوبونگی ۴۹٬۱۰۰ نفر جمعیت دارد.